# 维代拉
维代拉是巴西圣卡塔琳娜州的一个市镇。总面积377.852平方公里，总人口44479人，人口密度117.7人/平方公里。